# مطرب الطفل

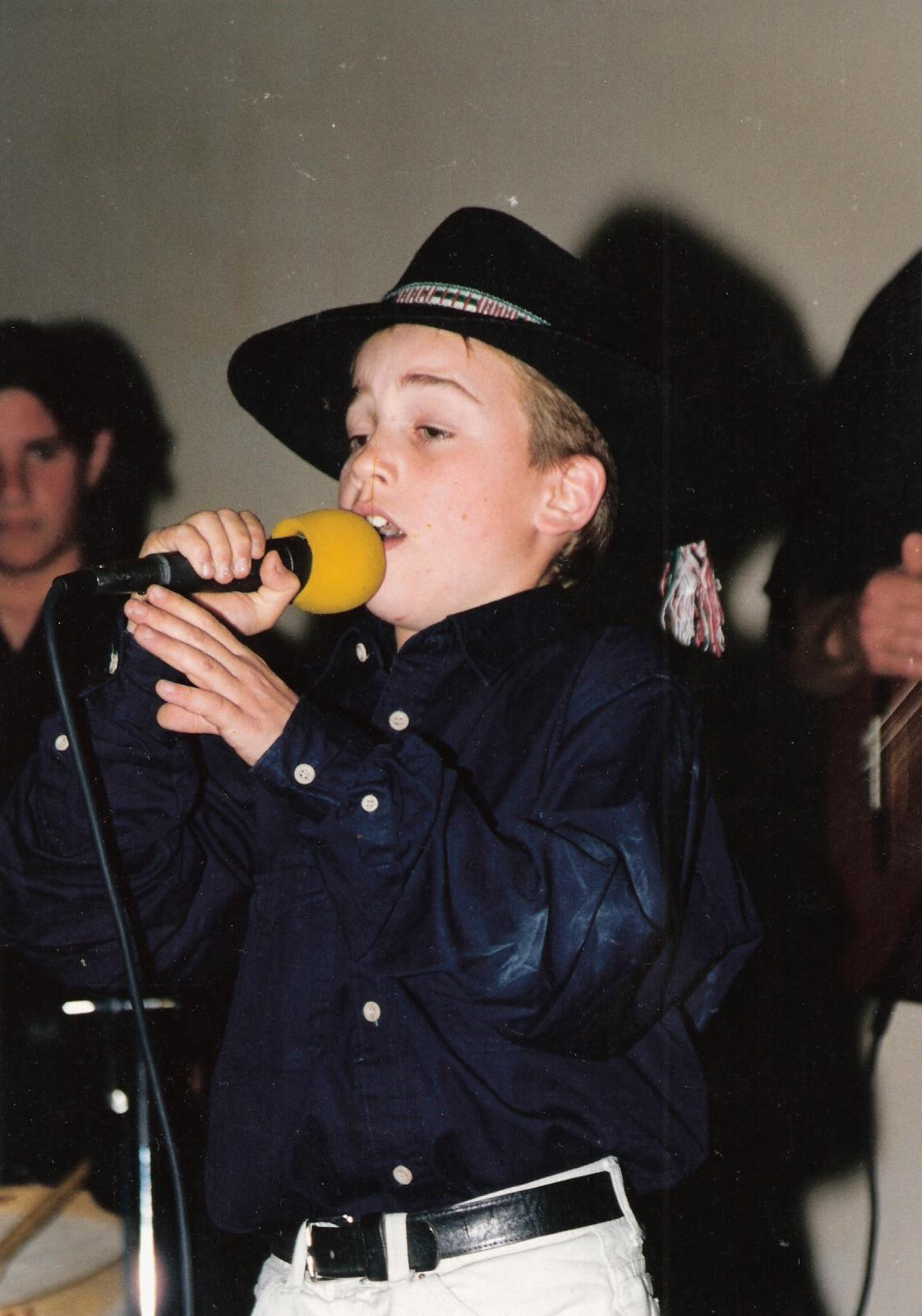
طفل يغني

الطفل المُطرِب تطلق هذه الكلمة على الطفل الذي يمتهن الغناء وهو في مرحلة مبكرة من عمره بمعنى أنه لم يصل بعد إلى مرحلة البلوغ .

## أطفال امتهنو الغناء سابقا
- جودي غارلند : من سن سنتين 1969-1922
- معبد شيرلي : من سن 6 سنوات 2014-1928
- برانيتي : من سن 7 سنوات 2008
- بيلي بريستون : من سن 10 سنوات 2006-1946
- أميرة فيليخاخن : من سن 9 سنوات عام 2004
- روبر تينولويتي : من سن 12 سنة 1958
- شاكيرا : من 13 سنة عام 1991
- بريان آدامز : من سن 15 سنة عام 1959
- بيونسيه : من سن 9 سنوات عام 1981
- كاتي بيري : من سن 15 سنة عام 1984.
- رشا رزق من سن 9 سنوات عام 1985